# Fontana (métro de Catane)
Pour les articles homonymes, voir Fontana.
 (mars 2024).
Si vous disposez d'ouvrages ou d'articles de référence ou si vous connaissez des sites web de qualité traitant du thème abordé ici, merci de compléter l'article en donnant les références utiles à sa vérifiabilité et en les liant à la section « Notes et références ».
Fontana est une station de métro à Catane, en Italie. Ouverte le 22 juillet 2024, elle est située entre Nesima et Monte Po, respectivement l'ancien et le nouveau terminus de la seule ligne du métro de Catane.